# Небензя Василь Олексійович
Василь Олексійович Небензя (нар. 26 лютого 1962, Волгоград, РРФСР, СРСР) — радянський і російський дипломат. Заступник Міністра закордонних справ Російської Федерації (2013—2017). Постійний представник Російської Федерації при Організації Об'єднаних Націй і в Раді безпеки ООН з 27 липня 2017 року. Надзвичайний і повноважний посол (2014).
Фігурант бази даних центру «Миротворець» за незаконне відвідування окупованого Криму, участь у пропагандистських заходах, спроби легалізації окупації півострова та постійні заперечення російської агресії проти України.

## Життєпис
Народився 26 лютого 1962 року в місті Волгоград.
У 1983 році закінчив Московський державний інститут міжнародних відносин.
З 1983 року на дипломатичній роботі в МЗС СРСР.
З 1988 по 1990 — аташе Посольства СРСР в Таїланді.
З 1990 по 1991 — третій секретар Управління міжнародних економічних відносин МЗС СРСР.
З 1991 по 1992 — другий секретар Управління міжнародних організацій МЗС СРСР.
З 1993 по 1996 — завідувач відділу Департаменту міжнародних організацій МЗС Росії.
З 1996 по 2000 — радник, старший радник Постійного представництва Росії при ООН в Нью-Йорку.
З 2000 по 2006 — начальник відділу, заступник директора Департаменту міжнародних організацій МЗС Росії.
З 2006 по 2011 — заступник Постійного представника при СОТ в Женеві.
З 2011 по 2012 — заступник Постійного представника Росії при відділенні ООН та інших міжнародних організаціях у Женеві.
З 2012 по 2013 — директор Департаменту з гуманітарного співробітництва та прав людини МЗС Росії.
З 2013 по 2017 — заступник Міністра закордонних справ Російської Федерації.
21 квітня 2017 року Міністерство закордонних справ Росії запропонувало кандидатуру Василя Небензі на пост Постійного представника Російської Федерації при Організації Об'єднаних Націй.
25 травня 2017 року кандидатура схвалена профільним комітетом Державної Думи РФ.
29 травня 2017 року — профільний комітет Ради Федерації. Призначено на посаду Постійного представника Російської Федерації при Організації Об'єднаних Націй і в Раді безпеки ООН указом Президента Росії Путіна 27 липня 2017 року.

## Скандали
Обговорення продовольчої кризи на засіданні Ради безпеки ООН 6 червня 2022 супроводжувалося скандалом. Голова Європейської ради назвав причиною кризи російське вторгнення в Україну; Шарль Мішель заявив, що Росія використовує постачання продовольства, як зброю, що призводить до зубожіння населення країн, що розвиваються. Василь Небензя звинуватив Шарль Мішеля у брехні та залишив засідання.

## Сім'я
- Мати — Небензя Антоніна Тимофіївна (1923);
- Батько — Небензя Олексій Андрійович (05.03.1924—25.03.1995)[7], українець[8]. Учасник радянсько-німецької війни з липня 1941 року. Брав участь в обороні Ленінграда та взяття Берліна; другий секретар Волгоградського обкому КПРС; заступник голови Держкомвидаву СРСР.
- Дружина — Людмила Русланівна Касінцева (1962)
- Син — Небензя Сергій Васильович (1994)

## Нагороди та відзнаки
- Орден «За заслуги перед Батьківщиною» IV ступеня (21 лютого 2022 р.) — за великий внесок у реалізацію зовнішньополітичного курсу Російської Федерації та багаторічну сумлінну дипломатичну службу[9]
- Орден Дружби[10].
- Орден Пошани (19 травня 2020) - за великий внесок у реалізацію зовнішньополітичного курсу Російської Федерації та багаторічну сумлінну дипломатичну службу.[11]
- Медаль ордена «За заслуги перед Вітчизною» II ступеня (2011)[12].
- Медаль «За внесок в створення Євразійського економічного союзу» 2 ступеня (2015)[13].